# Clarence Zener
Clarence Melvin Zener (n. 1 decembrie 1905, Indiana, SUA – d. 2 iulie 1993, Pittsburgh, Pennsylvania, SUA) a fost un fizician american.
Este cunoscut pentru studiile sale asupra fenomenului de străpungere a izolatorilor electrici.
Aceste cercetări au fost continuate de Laboratoarele Bell și au condus la crearea diodei Zener, care îi poartă numele.
Printre alte domenii de studiu se pot enumera: metalurgia, elasticitatea, supraconductibilitatea, difuzia, programarea geometrică, mecanica solidului deformabil și altele.